# Arrêt-Darré
Der Arrêt-Darré ist ein Fluss in Frankreich, der im Département Hautes-Pyrénées in der Region Okzitanien verläuft. 
Er entspringt an der Gemeindegrenze von Pouzac und Bagnères-de-Bigorre, entwässert generell Richtung Nord bis Nordost durch die historische Provinz Bigorre und mündet nach rund 25 Kilometern an der Gemeindegrenze von Moulédous und Goudon als linker Nebenfluss in den Arros. 2 Kilometer oberhalb der Mündung befindet sich der Stausee Lac de l’Arrêt-Darré.

## Orte am Fluss
- Hauban
- Fréchou-Fréchet
- Lhez
- Gonez